# Sükösd
Sükösd nagyközség Bács-Kiskun vármegye Bajai járásában.

## Fekvése
A Dunavölgyi-főcsatorna mellett fekszik, a Dunától mintegy 6 km-re, Bajától 12 km-re észak-északkeleti irányban.
A szomszédos települések: északról Dusnok, keletről Nemesnádudvar, délről Érsekcsanád.
Csak közúton érhető el, északabbi szomszédai és Baja felől az 51-es, Kecskemét irányából pedig az 54-es főúton keresztül.

## Története
Az 1521-ben Sykesd írásmóddal említett Ósükösd területén feküdt hajdan az egész falu, a Dunához jóval közelebb, mint most. Mivel a környék mocsaras volt, a kalocsai érsek átköltöztette a falut a magaspartra a 19. században, s így alakult ki a mai falu. A római katolikus templom 1821-ben épült. A település földesura évszázadokon át a kalocsai érsek volt, majd a két világháború között gróf Milványi Cseszneky Mihálynak volt Sükösdön jelentősebb birtoka.
Vályi András szerint: SÜKÖSD. Magyar, és rátz falu Pest Várm. földes Ura a’ Kalotsai Érsek, lakosai katolikusok, fekszik Bajához 2 mértföldnyire, Sárközben; határja 3 nyomásbéli, egy része homokos, más része agyagos, kétszerest, ’s egyebet is középszerűen terem; szőleje van, kevés fűzes erdője is, nádgya bőven van, tűzre való fája nints, épűletre valót az Uraságnak engedelméből szereznek; szarvas marhákat, juhokat, és sertéseket tenyésztetnek; piatzok Baján van.
Fényes Elek szerint: Sükösd, magyar falu, Pest-Solt vgyében, Bajához 2 óra, 30 év óta dombon fekszik. Határa 6510 hold, mellyből szántóföld 2061 hold, rét 1260 h., legelő s tavak, 5-ik s 6-dik évben használhatók 1132 h., kiirtott szőlők 83 h., uj szőlő 77 h., kis-kellői szőlő 49 h., uradalmi erdő 231 h. Fekete nevü, iharos erdő 231 h., gemenczi erdő, melly tolnamegyei decsi és őcsényi helységekkel határos 1457 hold, a helység lágy erdeje 28 hold. Majorsági szántó és rét 84 h. Szántóföldjei részint homokdombokon, vannak, mellyek csak rozsot teremnek, részint lapályban, de ezek árvizek által rongáltatnak a legelővel és kaszállókkal együtt. Népessége 2983 rom. kath., kik dalmátok voltak, de már jobbára elmagyarosodtak. Kath. paroch. templom. A Dunából több erek és fokok szakadnak ki, mint: Vajas vize, Hajdufok, Korpádi és Kerülő fokok. Birtokosa a kalocsai érsek.
Lakosság száma: 1870-ben 3.513 fő, 1900-ban 3.922 fő, 1949-ben 4.578 fő, 1980-ban 4.323 fő, 2011-ben 3.779 fő.

## Közélete

### Polgármesterei
- 1990–1994: Lógó András (MDF-FKgP-Sükösdi Falufórum-KDNP)[3]
- 1994–1998: Lógó András (MDF-KDNP-FKgP-MIÉP)[4]
- 1998–2002: Lógó András (MDF-Fidesz-FKgP)[5]
- 2002–2006: Lógó András (MDF-Fidesz)[6]
- 2006–2010: Lógó András (Fidesz-KDNP)[7]
- 2010–2014: Tamás Márta (Fidesz-KDNP)[8]
- 2014–2019: Tamás Márta (Fidesz-KDNP)[9]
- 2019–2024: Tamás Márta (Fidesz-KDNP)[10]
- 2024– : Tamás Márta (Fidesz-KDNP)[1]

## Nevezetességei

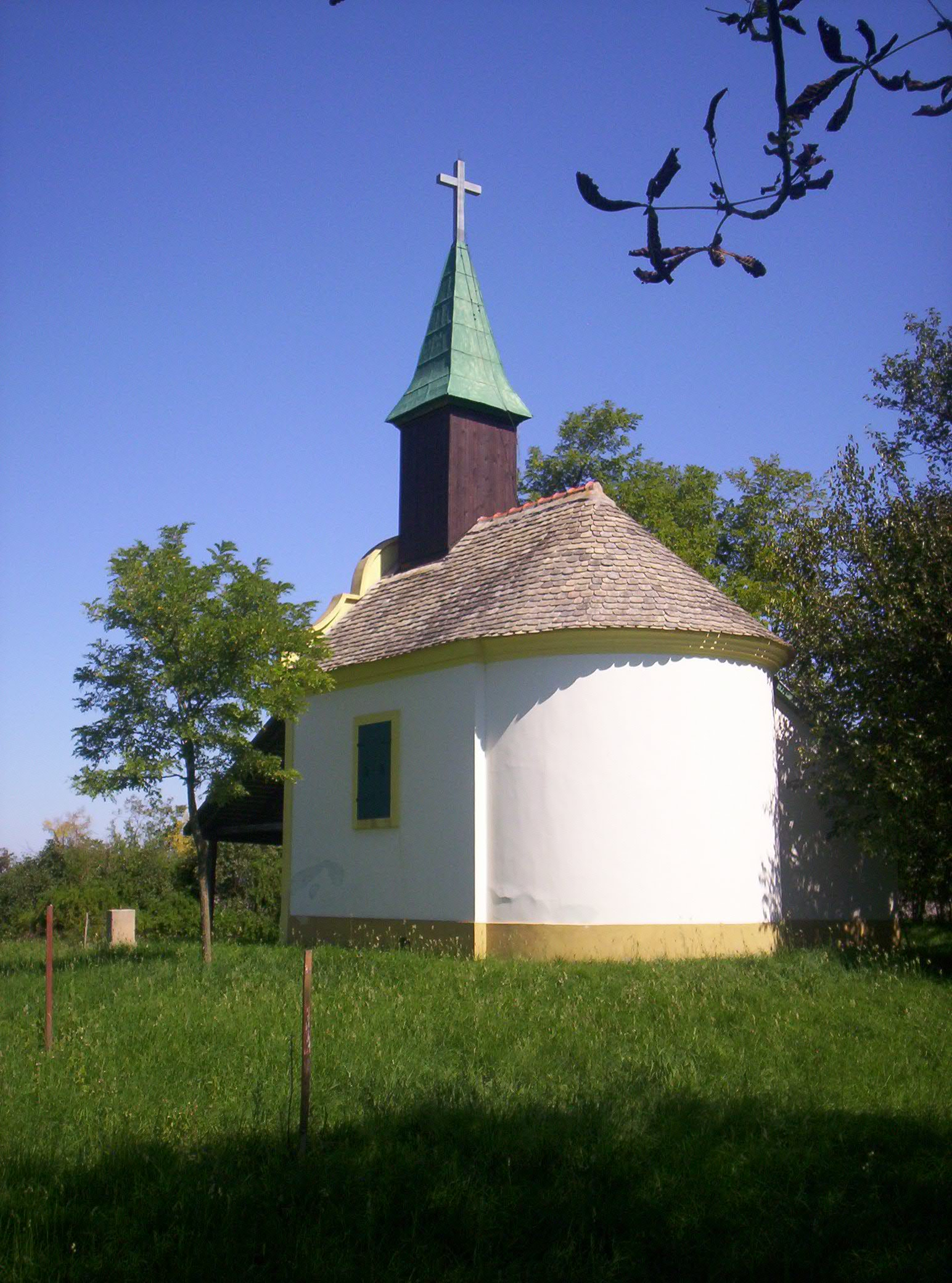
Szent Anna-kápolna

- A római katolikus templom 1821-ben épült fel.
- Szent Anna nevére szentelt kápolnáját 1747-ben építette Pocskai Gergely érseki erdész. A legenda szerint azért, mert egy vadászaton véletlenül agyonlőtte a leányát. A kápolna ma híres búcsújáró hely.

## Népesség
A település népességének változása:
| Lakosok száma | 3727 | 3685 | 3455 | 3406 | 3362 | 3340 | 3359 |
|               | 2013 | 2014 | 2018 | 2021 | 2022 | 2023 | 2024 |

A 2011-es népszámlálás során a lakosok 89,7%-a magyarnak, 5,1% cigánynak, 0,4% horvátnak, 0,2% lengyelnek, 1,5% németnek, 0,2% szerbnek mondta magát (10,2% nem nyilatkozott; a kettős identitások miatt a végösszeg nagyobb lehet 100%-nál). A vallási megoszlás a következő volt: római katolikus 70,4%, református 2,1%, evangélikus 0,2%, görögkatolikus 0,3%, felekezeten kívüli 8,1% (16,7% nem nyilatkozott).
2022-ben a lakosság 90,3%-a vallotta magát magyarnak, 4% cigánynak, 1,9% németnek, 0,2% horvátnak, 0,1-0,1% bolgárnak, ukránnak, szerbnek és románnak, 2,2% egyéb, nem hazai nemzetiségűnek (9,5% nem nyilatkozott; a kettős identitások miatt a végösszeg nagyobb lehet 100%-nál). Vallásuk szerint 48,3% volt római katolikus, 2,3% református, 0,1% evangélikus, 0,1% görög katolikus, 2,4% egyéb keresztény, 0,7% egyéb katolikus, 9% felekezeten kívüli (36,8% nem válaszolt).

## Testvértelepülések
- Madar [13]